# Sens orar

Sens orar

Sens antiorar

Model al mișcării de rotație a Pământului.

Sens orar sau sensul acelor de ceasornic este identic cu cel descris de limbile ceasului: de sus spre dreapta, jos, apoi spre stânga și înapoi sus. Sensul opus rotirii în sens orar este sensul antiorar, denumit în matematică sens trigonometric. Sensul trigonometric poate fi definit ca sensul de rotație pe o traiectorie circulară descrisă parametric de ecuațiile
x = r cos t
y = r sin t
unde r este raza cercului, iar t este un parametru crescător în timp. Coordonatele carteziene x și y trebuie să fie crescătoare spre dreapta, respectiv în sus.
Înainte de utilizarea ceasurilor se foloseau termeni referitori la evoluția soarelui pe boltă. Tehnic, termenii de orar și antiorar se pot aplica numai unei mișcări de rotație odată ce este specificată partea planului rotirii din care este urmărită mișcarea. De exemplu rotirea diurnă a Pământului, văzută de la Polul Nord , este antiorară, dar privită de la Polul Sud este orară.
Ceasurile urmează acest sens de rotire prin tradiție, datorită predecesorului lor, cadranul solar. Primele ceasuri au fost construite în emisfera nordică și erau făcute să funcționeze asemenea cadranelor solare. Pentru a funcționa (în emisfera nordică) cadranul trebuie orientat spre sud. Astfel, când Soarele se deplasează pe cer (de la est, prin sud, către vest), umbra lăsată se mișcă „în direcția opusă”, adică de la vest, prin nord, la est. De aceea poziția orelor a fost trasată în acest mod pe cadranele solare, iar ceasurile mecanice au numerele așezate în aceeași ordine.

## Sens antiorar
În trigonometrie și matematică în general, unghiul plan se măsoară antiorar. În navigație, indicatoarele busolei cresc în sens orar în jurul rozei vânturilor, pornind cu 0° în partea de sus a rozei.
Uneori, ceasuri ale căror limbi se deplasează în sens antiorar sunt vândute, în zilele noastre, ca rarități. În timpurile vechi, unele ceasuri evreiești au fost construite ca să funcționeze astfel, de exemplu în turnurile unor sinagogi din Europa. Aceasta s-a făcut în acord cu sensul de citire, de la dreapta spre stânga, din limba ebraică.
După același principiu, șuruburile și piulițele obișnuite (drepte) se slăbesc în sens antiorar și se strâng în sens orar, dacă elementul care este rotit se află înspre privitor. La conexiunile conductelor de gaze, fitingurile sunt „pe stânga” pentru a împiedica interconectarea la sisteme pentru care nu au fost proiectate.
Distincțiile „orar” și „antiorar” apar și în natură, determinând conotații diferite și rezultate finale diferite. 

## În astronomie
În astronomie se vorbește despre mișcări prograde și mișcări retrograde. Mișcările în sensul antiorar, altfel spus, în sens trigonometric, se numesc mișcări prograde, iar cele în sens orar se numesc mișcări retrograde.